# A. S. Samuel
A. S. Samuel (* 22. August 1906 in Kuala Lumpur; † 20. oder 21. Jahrhundert) war ein malaysischer Badmintonspieler aus Selangor. Der Fußballer A. L. Henry ist sein Bruder.

## Karriere
A. S. Samuel gewann 1937 bei der Erstauflage der Malaysia Open die Titel im Herreneinzel und im Herrendoppel. 1939 reiste er zu Wettkämpfen durch Europa und gewann dort die French Open und die Irish Open. Bei den prestigeträchtigen All England hatte er den späteren Sieger Tage Madsen im Halbfinale am Rande einer Niederlage, als er im entscheidenden dritten Satz schon 10:1 führte. Madsen konnte sich jedoch noch einmal ins Spiel zurückkämpfen und siegte mit 7–15, 15–9, 15–11. 1940 heiratete Samuel die Badmintonspielerin Cecilia Chan. Er überstand den Zweiten Weltkrieg unversehrt und gewann 1947 die offen ausgetragenen indischen Meisterschaften im Herrendoppel mit Chan Kon Leong.

## Sportliche Erfolge
| Jahr | Veranstaltung          | Disziplin    | Platz | Name                          |
| ---- | ---------------------- | ------------ | ----- | ----------------------------- |
| 1937 | Malaysia Open          | Herreneinzel | 1     | A. S. Samuel                  |
| 1937 | Malaysia Open          | Herrendoppel | 1     | A. S. Samuel / Chan Kon Leong |
| 1939 | Irish Open             | Herreneinzel | 1     | A. S. Samuel                  |
| 1939 | French Open            | Herreneinzel | 1     | A. S. Samuel                  |
| 1939 | French Open            | Herrendoppel | 1     | A. S. Samuel / C. C. Rickets  |
| 1939 | All England            | Herreneinzel | 3     | A. S. Samuel                  |
| 1947 | Indische Meisterschaft | Herrendoppel | 1     | A. S. Samuel / Chan Kon Leong |